# Carterocephalus palaemon
La fronteriza (Carterocephalus palaemon) es una especie de insecto lepidóptero de la familia Hesperiidae. 

## Descripción
Esta mariposa tiene alas de 29 a 31 mm de envergadura. Los lados superiores son de un color marrón oscuro con un espolvoreo de escamas color naranja en las bases de las alas y puntitos dorados. El motivo básico en el lado inferior es más o menos igual pero las alas anteriores son de color naranja con puntitos oscuros, y las alas posteriores son rojos con puntitos blancos franjeados de negro. Los sexos se asemejan, aunque las hembras generalmente son un poco más grandes.

## Distribución
Se distribuye ampliamente por Europa septentrional y central, aunque no se encuentra en Italia, Portugal, Irlanda o Dinamarca y solamente se encuentra en unas pocas zonas de España (Valle de Arán), el Reino Unido y Grecia. Se extiende por Asia y Japón hasta América del Norte, por el Canadá meridional y la parte norteña de Estados Unidos incluyendo Nueva Inglaterra, la región de los Grandes Lagos y los estados del noroeste, incluido el norte de California.
Generalmente se la considera una mariposa del bosque, y procrea en y alrededor de bosques húmedos, favoreciendo a los claros y los senderos y con un afán en particular para los flores azules.

### Población británica
Está extinguida en Inglaterra desde 1976, pero hay poblaciones estables en la parte occidental de Escocia. Los intentos de reintroducir la mariposa en Inglaterra empezaron en los años 1990. Otrora era muy común en las Midlands de Inglaterra con poblaciones apartadas en condados tan lejos como Devon y Hampshire. Se cree que la cesura de la práctica del vástago en los bosques ingleses provocó su extinción. No fue descubierta en Escocia sino hasta el 1939 donde se encuentra en las praderas a las márgenes de amplios bosques caducifolios.

## Ciclo vital
Los huevos se ponen uno a uno en hojas de hierba. En Escocia la mayoría de los huevos son puestos sobre Molinia caerulea. En Inglaterra generalmente usaron Brachypodium sylvaticum pero podrían haber usado plantas del género Bromus como hace en la Europa continental. En los Estados Unidos, Calamagrostis purpurascens es uno de sus alimentos principales. Los huevos se ponen en junio o julio y demoran como 10 días en incubación. Al salir, las larvas construyen refugios de hojas de hierba enrolladas y atadas con seda de donde salen de noche para comer. En otoño construyen un lugar de hibernación juntando varias hojas donde los larvas desarrolladas pasan el invierno. Antes de su hibernación son de un color verde pálido; después son de un color beige pálido. Al despertarse la primavera siguiente no tratan de comer y descansarán en una hoja de hierba hasta una semana antes de puparse. Las pupa son de un color pálido de ante con líneas oscuras por todo su largo y son bien camuflados. Unas 5 o 6 semanas después el adulto emerge, y se puede ver volando entre mayo y julio, dependiendo de la latitud (cuanto más al norte, más tarda). Es una mariposa muy activa, necesita mucho néctar y sol. Sin embargo, no son tan diurnas como las otras de su género. Aunque prefieren volar entre el final de la mañana y el anochecer, también se pueden encontrar un poco antes del amanecer y poco después del anochecer (Fullard & Napoleone 2001).

## Plantas anfitrionas
Se hospedan en  Alopecurus pratensis, Brachypodium en Brachypodium sylvaticum y Brachypodium pinnatum, Bromus en Bromus ramusa, Calamagrostis en Calamagrostis purpurascens, Cynosurus cristatus, Dactylis glomerata, Monilia caerulea y Phlum pratense

## Imágenes

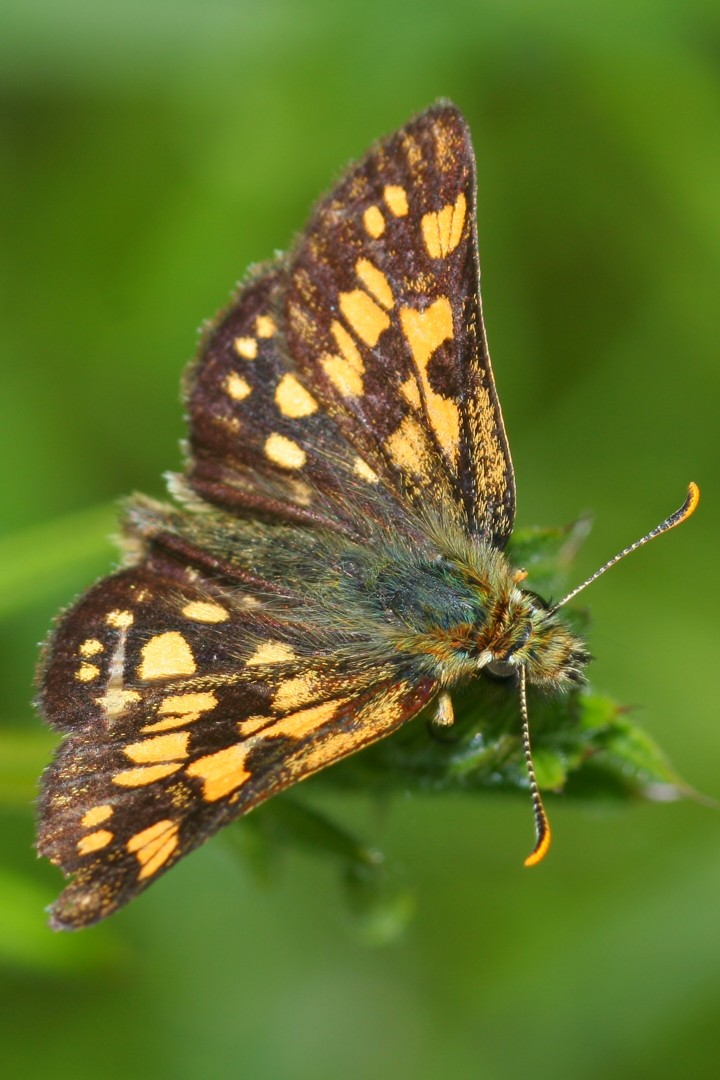
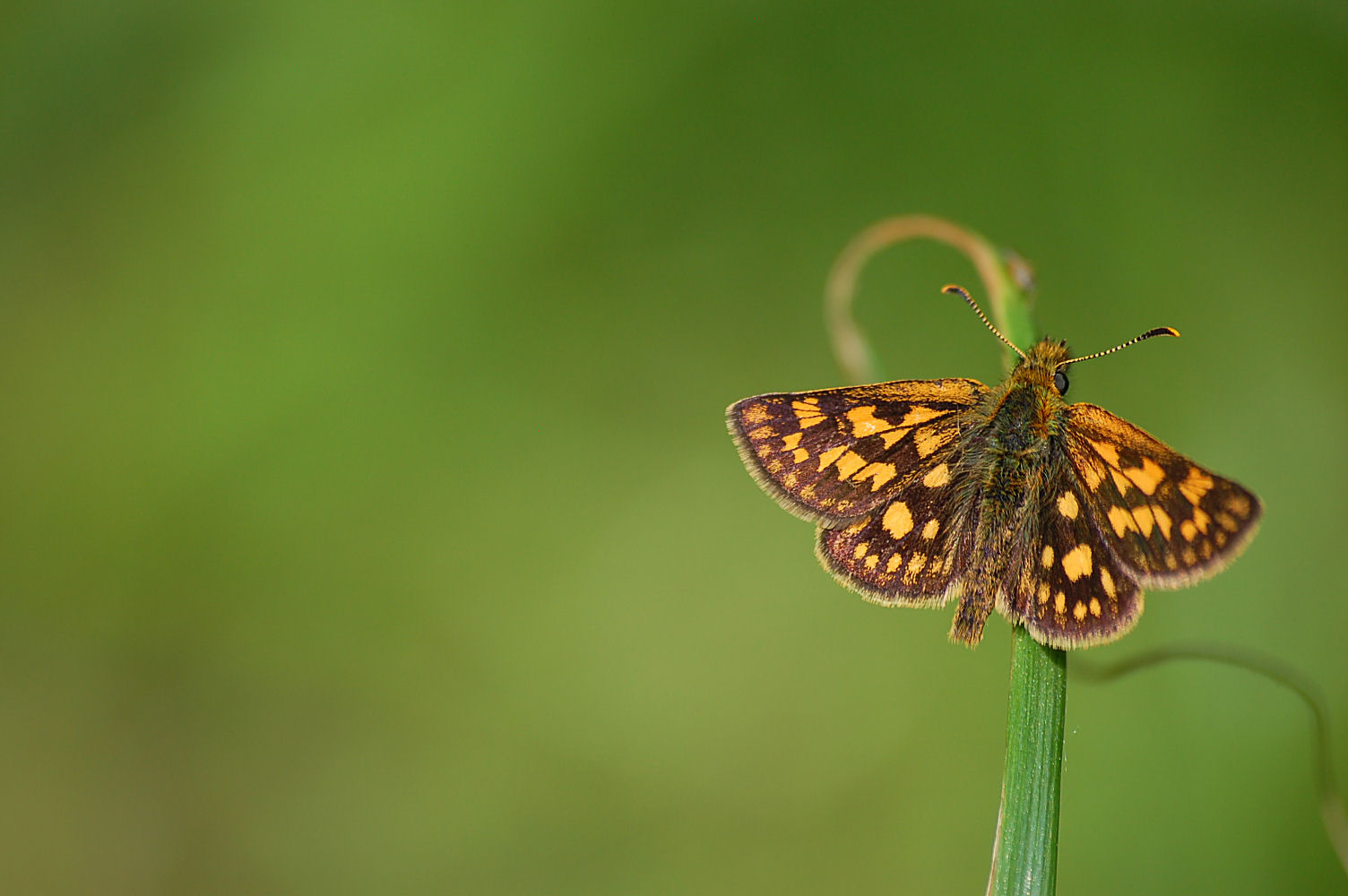
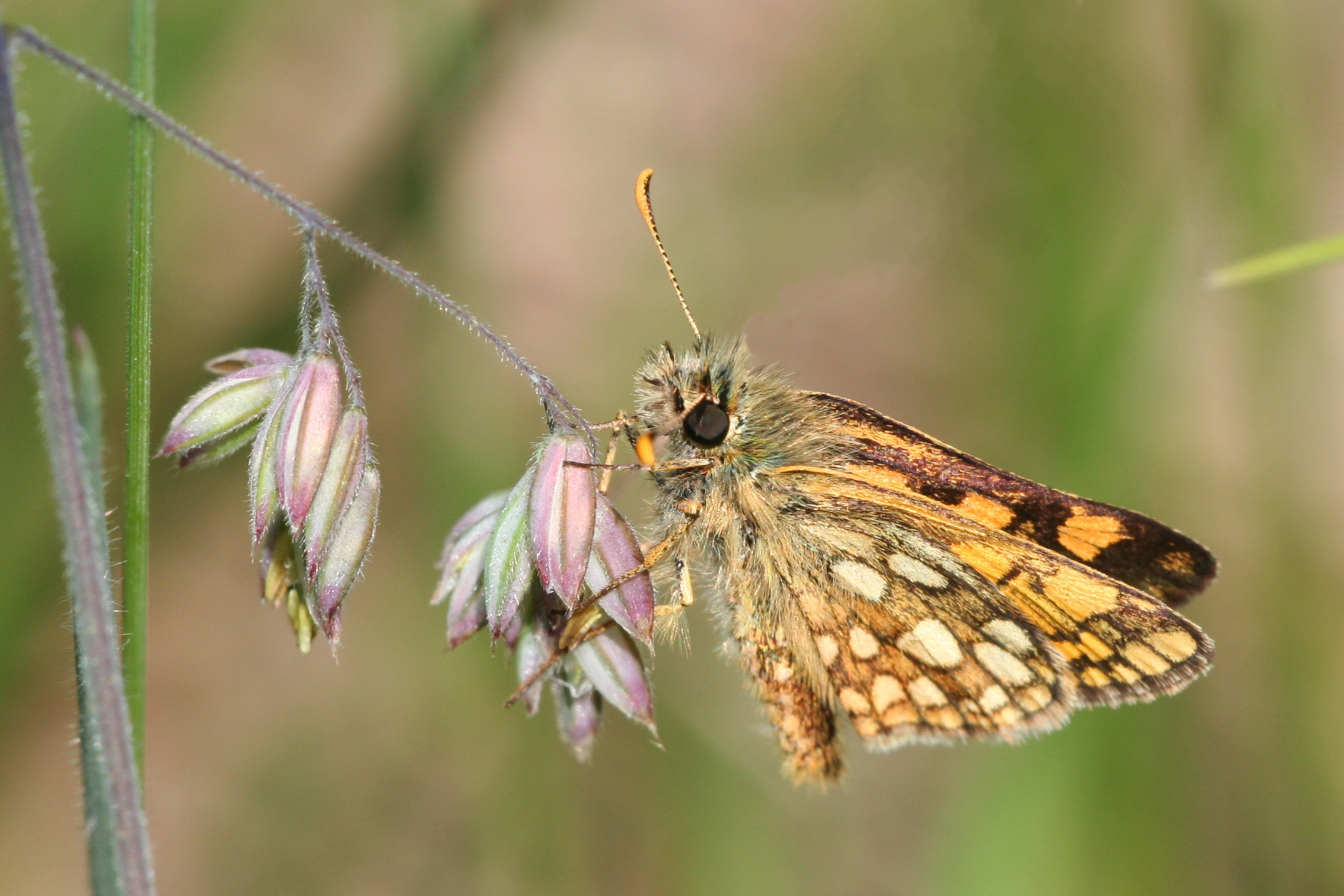
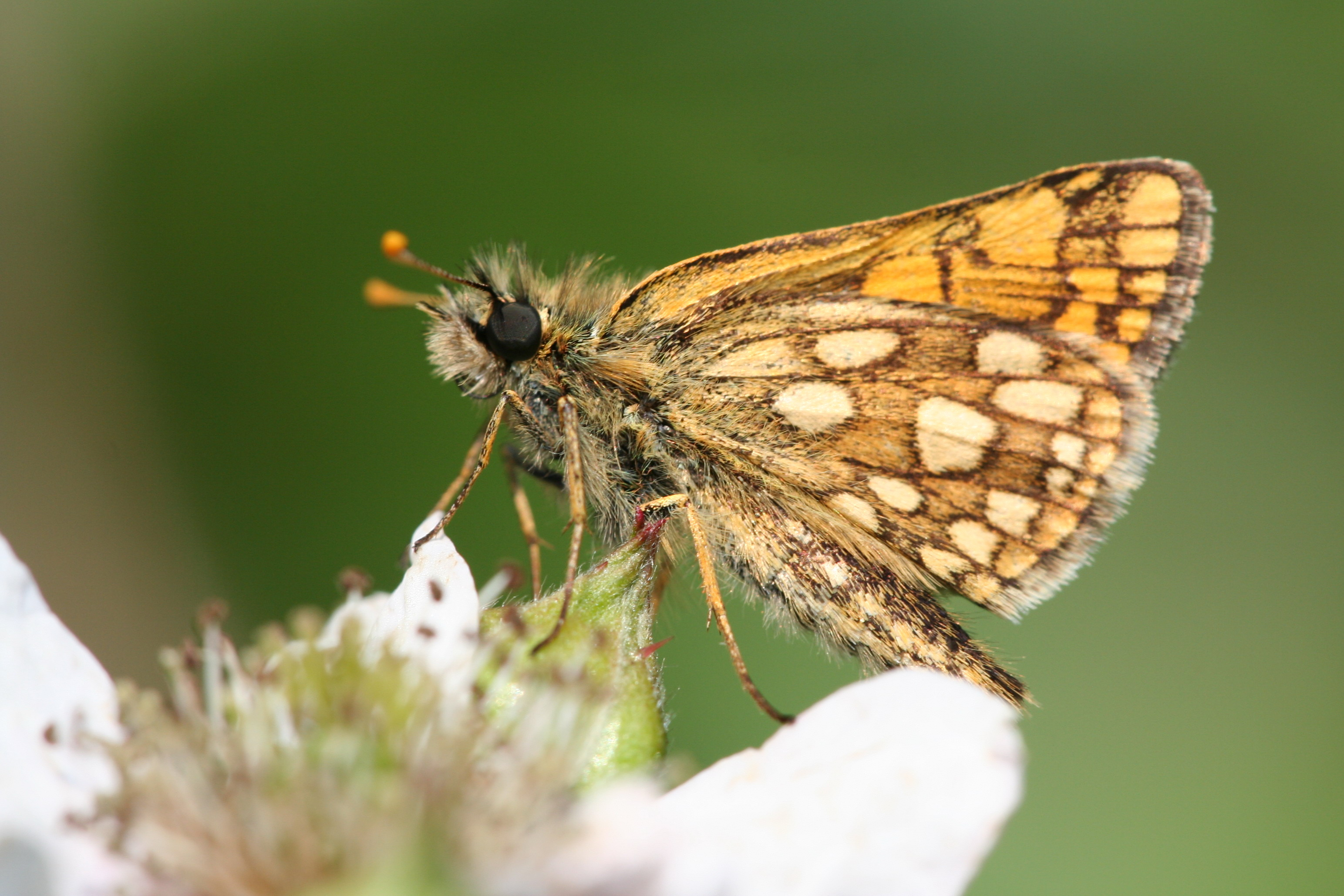
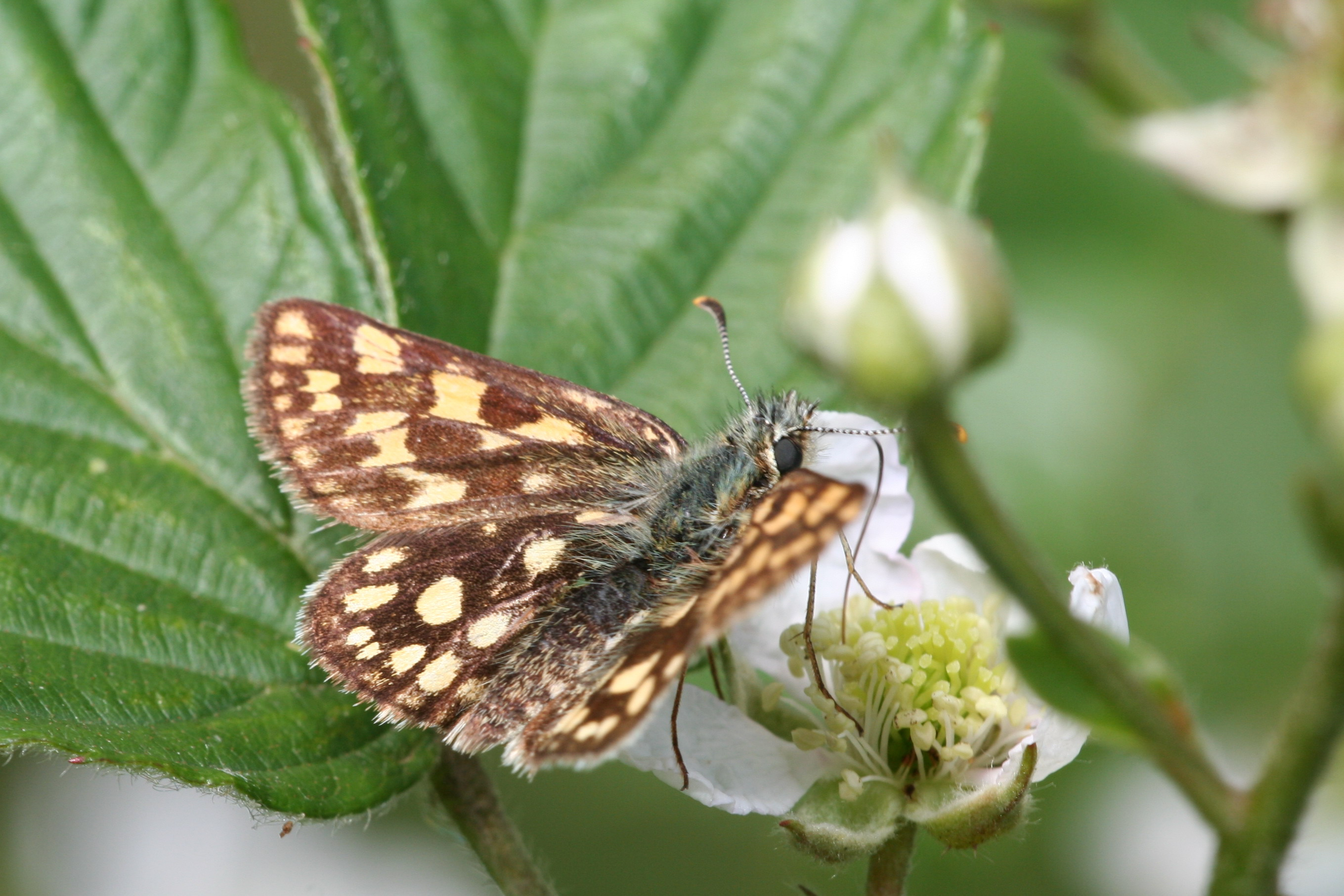
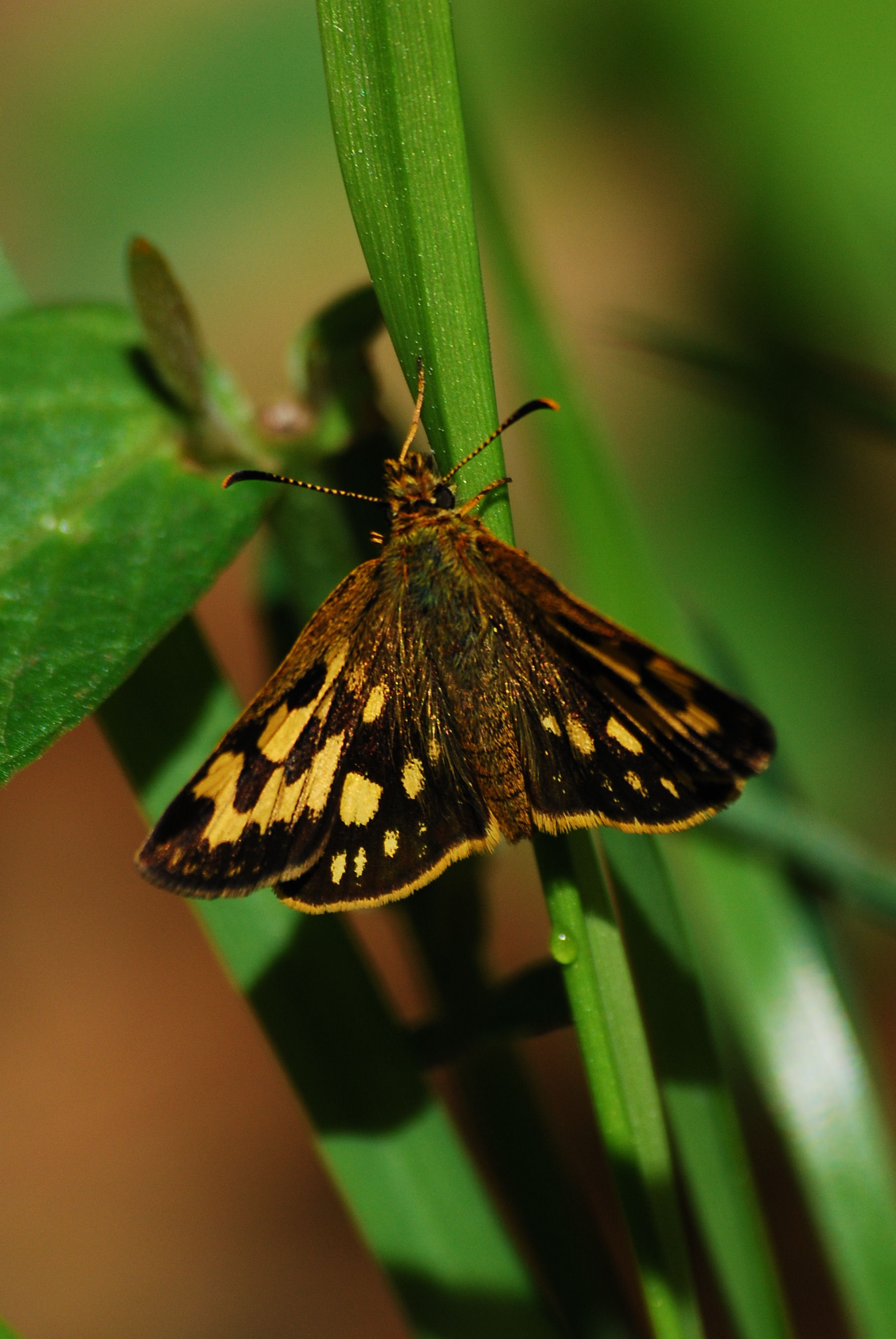
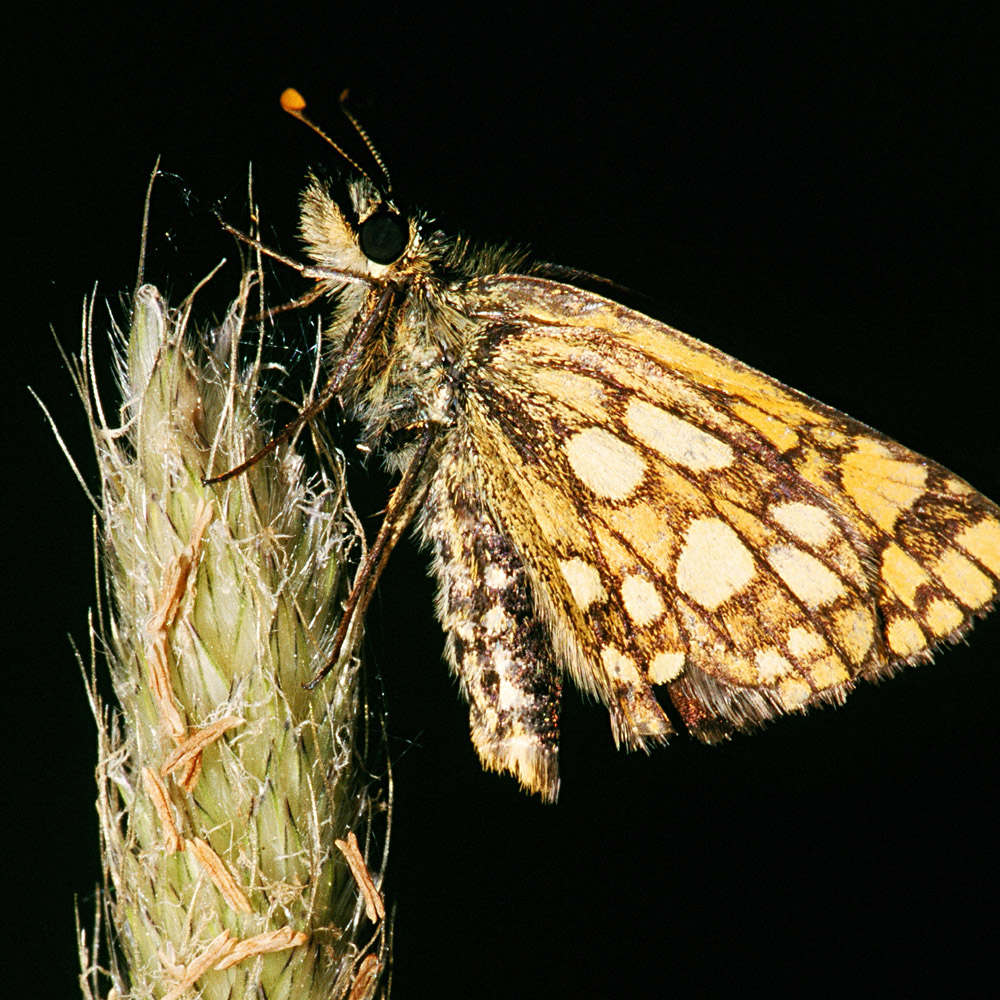